# 4 tháng 7
Ngày 4 tháng 7 là ngày thứ 185 (186 trong năm nhuận) trong lịch Gregory. Còn 180 ngày trong năm.

## Sự kiện
- 1333 – Mạc phủ Kamakura diệt vong khi Hojo Takatoki và khoảng 800 người trong gia tộc tự sát sau khi chiến bại trước Nitta Yoshisada.
- 1054 – Các nhà thiên văn học Trung Quốc ghi nhận xuất hiện một khách tinh, thực tế là một siêu tân tinh hình thành Tinh vân Con Cua.
- 1187 – Trận Hattin diễn ra tại Tiberias, Israel.
- 1776 – Quốc hội Lục địa thông qua bản Tuyên ngôn Độc lập.
- 1885 – Quân đội nhà Nguyễn tập kích quân Pháp tại đồn Mang Cá, kết quả quân Pháp giành được thắng lợi.
- 1927 – Chiếc máy bay Lockheed Vega có chuyến bay đầu tiên.
- 1939 – Huỳnh Phú Sổ cử hành lễ khai đạo, lấy tên đạo là Hòa Hảo, ông mang danh "Đức Huỳnh Giáo chủ" trong các tài liệu của tôn giáo này.
- 1941 – Chiến tranh thế giới thứ hai: Một số thành viên cấp cao của Liên đoàn những người Cộng sản Nam Tư thông qua quyết định về Tổng khởi nghĩa tại Nam Tư chống lại Đức Quốc xã.
- 1942 – Phương diện quân 2, lực lượng dự bị và đồn trú để duy trì an ninh và trật tự tại Mãn Châu quốc, của Quân đội Đế quốc Nhật Bản được thành lập.
- 1944 – Chiến dịch Polotsk, diễn ra trong Chiến tranh Xô–Đức do Hồng quân Liên Xô tổ chức nhằm tấn công vào quân đội Đức Quốc xã kết thúc với thắng lợi thuộc về Hồng quân.
- 1976 – Biệt kích Israel đột kích sân bay Entebbe tại Uganda nhằm giải thoát hành khách và phi hành đoàn của một máy bay của Air France bị các phần tử khủng bố Palestine bắt cóc.
- 1986 – Nguyên mẫu chiến đấu cơ Rafale, do hãng Dassault Aviation của Pháp thiết kế và chế tạo, cất cánh lần đầu tiên.
- 1989 – Một chiếc tiêm kích cánh cụp - cánh xòe Mikoyan-Gurevich MiG-23M của Không quân Liên Xô (VVS) đã khiến NATO và toàn dư luận châu Âu trở nên náo loạn khi nó tiến vào không phận Tây Âu mà không có phi công điều khiển.
- 2005 – Tàu vũ trụ Deep Impact "tấn công" sao chổi Tempel 1
- 2009 – Tượng Nữ thần Tự do mở cửa trở lại sau tám năm đóng cửa vì những lo ngại về an ninh sau vụ tấn công ngày 11 tháng 9
- 2009 – Ngày thứ nhất trong bốn ngày đánh bom bắt đầu ở đảo Mindanao thuộc Philippines
- 2013 – Việc khám phá ra các hạt tương ứng với hạt Higgs tại Máy gia tốc hạt lớn được công bố bởi CERN.
- 2016 – Tàu không gian Juno đến sao Mộc.

## Sinh
- 1807 – Giuseppe Garibaldi, nhà ái quốc người Ý (m. 1882)

## Mất
- 945 – Trác Nham Minh, tăng nhân Trung Quốc
- 1826 – John Adams, tổng thống thứ hai của Hoa Kỳ (s. 1735)
- 1826 – Thomas Jefferson, tổng thống thứ ba của Hoa Kỳ (s. 1743)
- 1831 – James Monroe, tổng thống thứ năm của Hoa Kỳ (s. 1758)
- 1869 – Jean René Constant Quoy, nhà động vật học và giải phẫu học người Pháp (s. 1790).
- 1934 – Marie Curie, nhà hóa học người Pháp gốc Ba Lan (s. 1867).
- 2016 – Abbas Kiarostami, đạo diễn điện ảnh, nhà sản xuất phim, kịch gia, nhiếp ảnh gia người Iran.

## Những ngày lễ và kỷ niệm
- Hoa Kỳ: Lễ Độc lập
- Hoa Kỳ: Ngày quốc khánh
- Ngày thiết lập quan hệ ngoại giao Hoa Kỳ - Philippines